# Соффер, Джесси Ли
Джесси Ли Соффер (англ. Jesse Lee Soffer, род. 23 апреля 1984) — американский актёр.

## Биография
Родители Соффера — Стэн Соффер и Джилл Хайндс. У него есть три сестры: Мелисса, Шейн и Дженна, и брат Крейг .
Соффер начал карьеру в шестилетнем возрасте со съемок в рекламе, а после появился в нескольких фильмах, самый значимый из которых «Фильм о семейке Брейди» (1995). В 1999 году, Соффер переместился в дневные мыльные оперы CBS, где дебютировал в «Направляющий свет».
Соффер добился известности благодаря роли Уилла Мэнсона, сына злобного персонажа Коллин Зенк, в мыльной опере «Как вращается мир», где он снимался с 2004 по 2008 год, и спорадически возвращался в 2010 году. За эту роль он несколько раз номинировался на дневную премию «Эмми». После закрытия мыльной оперы, Соффер начал карьеру в прайм-тайм, снявшись в недолго просуществовавшем сериале Fox «Доктор мафии». В 2013 году он сыграл роль сына Вирджинии Мэдсен в неудачном пилоте NBC «Хэтфилды и Маккои», а после получил роль в ещё одном шоу канала, «Полиция Чикаго».

## Фильмография

### Кино
| Год  | Название на русском    | Название на английском  | Роль         | Примечания             |
| ---- | ---------------------- | ----------------------- | ------------ | ---------------------- |
| 1993 | Дневной сеанс          | Matinee                 | Деннис Лумис |                        |
| 1993 |                        | The Silent Alarm        | Ребёнок      | Короткометражный фильм |
| 1994 | Безопасный проход      | Safe Passage            | Персиваль    |                        |
| 1995 | Фильм о семейке Брейди | The Brady Bunch Movie   | Бобби Брейди |                        |
| 1996 | Семейка Брейди 2       | A Very Brady Sequel     | Бобби Брейди |                        |
| 2007 | Грейси                 | Gracie                  | Джонни Боуэн |                        |
| 2008 | Весеннее пробуждение   | The Awakening of Spring | Майкл        |                        |
| 2011 | Время                  | In Time                 | Уэбб         |                        |

### Телевидение
| Год             | Название на русском                             | Название на английском                               | Роль             | Примечания |
| --------------- | ----------------------------------------------- | ---------------------------------------------------- | ---------------- | --- |
| 1995            | Крылья                                          | Wings                                                | Бобби Брейди     | Эпизод: «A House to Die For» |
| 1995            | Из перемешанных дел миссис Бэзил Э. Фрэнкуайлер | From the Mixed-Up Files of Mrs. Basil E. Frankweiler | Джейми           | Телефильм |
| 1996            |                                                 | The Royale                                           | Билли            | Пилот |
| 1998            | Двое в своем роде                               | Two of a Kind                                        | Тейлор           | 6 эпизодов |
| 1999            | Направляющий свет                               | Guiding Light                                        | Макс Никерсон    | Дневная мыльная опера |
| 2004-2008, 2010 | Как вращается мир                               | As the World Turns                                   | Уилл Мэнсон      | Дневная мыльная опера Номинация — Дневная премия «Эмми» лучшему молодому актёру (2006—2008) Номинация — Премия «Дайджеста мыльных опер» лучшему молодому актёру (2005) |
| 2009            | Филантроп                                       | The Philanthropist                                   | Дин Фицсиммонс   | Эпизод: «San Diego» |
| 2010            | Только правда                                   | The Whole Truth                                      | Молодой любовник | Эпизод: «Young Love» |
| 2011            | Менталист                                       | The Mentalist                                        | Алан Динклер     | Эпизод: «Strawberries and Cream: Part 1» |
| 2011            | Риццоли и Айлс                                  | Rizzoli & Isles                                      | Джейкоб Уилсон   | Эпизод: «Remember Me» |
| 2012-2013       | Доктор мафии                                    | The Mob Doctor                                       | Нейт Девлин      | Регулярная роль, 13 эпизодов |
| 2013 — 2022     | Пожарные Чикаго                                 | Chicago Fire                                         | Джей Холстед     | Второстепенная роль |
| 2013            | Джоди Ариас: Маленький грязный секрет           | Jodi Arias: Dirty Little Secret                      | Трэвис Александр | Телефильм канала Lifetime |
| 2013            | Хэтфилды и Маккои                               | Hatfields & McCoys                                   | Патрик Маккой    | Пилот |
| 2014 — 2023     | Полиция Чикаго                                  | Chicago PD                                           | Джей Холстед     | Регулярная роль |
| 2015 — 2022     | Медики Чикаго                                   | Chicago Med                                          | Джей Холстед     | Второстепенная роль |